# Кісь Роман Ярославович

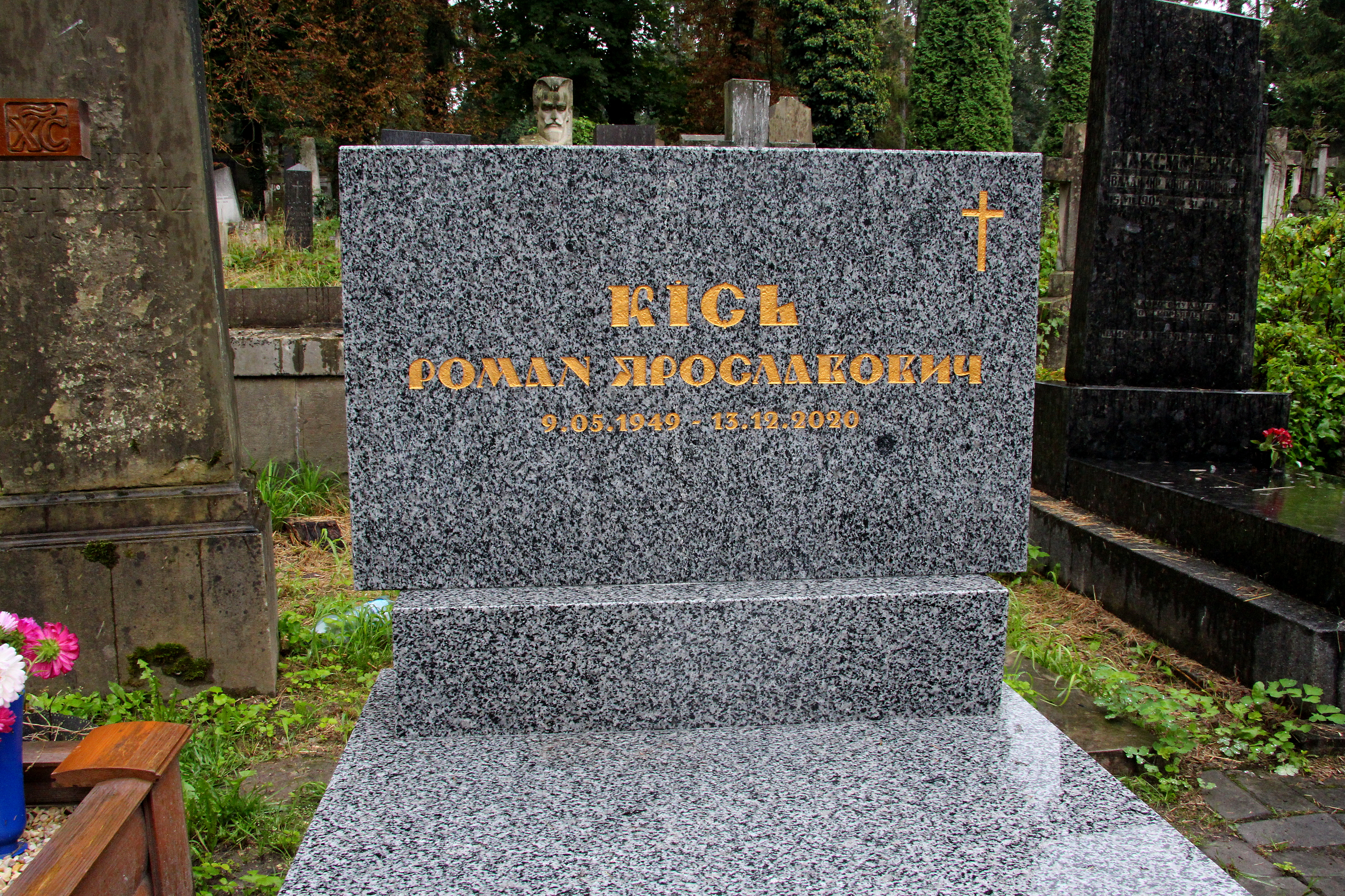
Могила Романа Кіся на 5 полі Личаківського цвинтаря

Рома́н Яросла́вович Кісь (нар. 9 травня 1949, Львів — пом. 13 грудня 2020) — український філософ, антрополог, етнолінгвіст і поет.

## Біографія
Народився у Львові в сім'ї історика, згодом професора Львівського університету Ярослава Павловича Кіся (1918—1986).
Закінчив філологічний факультет Львівського університету (1971), відтоді працює науковим співробітником Інституту народознавства НАН України.
Був учасником літературного середовища 1970-их рр. у Львові, що гуртувалося навколо Григорія Чубая і підготувало 2 номери самвидавного мистецького альманаху «Скриня». У 1-му випуску Роман Кісь опублікував 2 верліброві вірші («Хлопчик», «Бойківська зима») і уклав для Товариства «Квестіонар», у якому наголосив на небезпеці мовної уніфікації («Сим квестіонаром кладу собі за мету не тілько убезпечити нас од загрози уніформізму і подальшої дії колєктивної прессії, але створити підвалини правдішньої єдности за принципом доповнювальности цілковитих ріжнорідностей»).
Зразу після виходу 1-го номера «Скрині» (1971) його автори були піддані переслідуванням КГБ.
Підготував кандидатську дисертацію «Сімейний побут гуцулів українських Карпат». Проте наприкінці 1975 року Вища атестаційна комісія СРСР заборонила подавати дисертації до захисту іншими мовами, окрім російської. З цього приводу Роман Кісь написав листа з протестом на адресу ВАК, відмовившись захищати дисертацію.
Перебував на Чукотці протягом 1976—1979 рр., куди поїхав, щоб вивчати побут чукчів-оленярів.
У 1980—1981 роках працював у скансені Шевченківського гаю, звідкіль декілька разів його забирали на бесіди-допити до УКДБ. Одночасно задля заробку працював вантажником на «Молдвинзаводі» в цеху готової продукції.
У грудні 1981 р. йому інкримінували злісне хуліганство, і на початку 1982р. ув'язнили на 3 роки (насправді за статтю проти русифікації України). У 1982—1983 рр. відбував покарання у Бердянську на 77-й зоні, потім «з нагоди 60-річчя створення СРСР» відправили «на хімію» на Лисичанський нафтопереробний завод, де працював бетонувальником. В часі ув'язнення познайомився з християнами-баптистами, які відтоді постійно надавали йому суттєву підтримку. Вдруге заарештований у 1985 році за відмову відбувати збори офіцерів запасу. Р. К. вимагав, аби його зарахували для участі в зборах рядовим запасу, оскільки обов'язки офіцера передбачали атеїстичну пропаґанду. Перебував в місці позбавлення волі «на зоні» в Маневичах Волинської області включно до 1986 року.
Лауреат державної премії ім. Колесси, головний редактор релігійно-філософського альманаху «Transfiguratio / Преображення».
Наукові зацікавлення: теорія культури, соціолінгвістика, лінгвокультурологія, російська релігійна філософія, філософія Г.Сковороди, когнітивна етнолінгвістика, етнопсихологія, теорія дискурсу.
Діти: Кісь Оксана Романівна, Кісь Зорян Романович, Кісь Олена Романівна.
Похований недалеко від могили батька на полі № 5 Личаківського цвинтаря.

## Творчий доробок
Книги:
- «Фінал Третього Риму» (російська месіянська ідея на зламі тисячоліть) [Архівовано 12 вересня 2018 у Wayback Machine.]. Львів, 1998. — 745 с.
- «Шкіц з інтеґральної етнокультурології» (2000 р.),
- «Мова, думка і культурна реальність» (від Олександра Потебні до теорії культурного релятивізму. Львів: Літопис, 2002. — 303 с.
- «Написи на румовищах: Поезії» (2003 р.),
- «Глобальне — національне — локальне (соціяльна антропологія культурного простору» Львів: Літопис, 2005. — 300 с.
- «Фінал третього Риму. Книга друга. Осторонь Азіопи» (2007 р.)
- «Квадриґа: Невипадкові думки з Високого Верху(філософський щоденник), Побіч рудого метелика (збірка поезій)» (2010 р.).

Інші публікації:
- Маргінальна українська людина на порозі Європи // Визвольний шлях.- 1993, № 9, с. 1089—1093.
- Ерос і водна стихія (Первісна семіотичність шлюбної магії) // Сучасність. 1994, № 1.
- Етнічна марґінальність мовлення // Народо-знавчі зошити.- Львів, 1995. Зош. 1.
- Деякі соціокультурні детермінанти мовленнєвої поведінки у міськім середовищі // Матеріали до української етнології. Вип. 1(4). Київ, 1995.
- Коваріації уявлень про смерть як індикатор типу культури: спроба крос-культурного бачення // Студії з інтеґральної культурології 1. Thanatos. Львів, 1996, с. 9-21 9.Західна психологічна антропологія (етнопсихологія) у 1930-60: підходи, напрями, методи // Народознавчі зошити. 1996. Зош. 6, с. 346—353.
- Вымеры эўразыйства // Фрагмэнты.- Мінськ, 1998.- Ч.2-3, с. 21-41.
- Аспекти національної ідеї // Всеукраїнське наукове та професійне товариство ім. Миколи Міхновського. Бюлетень Т-ва.- 1998.- Ч.4.
- Національна ідея // Вісник. Квартальник літератури, науки, мистецтва і суспільно-політичного життя. Ч.2. Нью Йорк, 1998, с. 75 — 85. 13.Міфо-поетична маркованість «бездны» та «рокового предела» у логосфері російських літераторів та мислителів срібної доби // Студії з інтегральної культурології 2. Ritual. Львів, 1999, с. 114—132.
- The Identity Crisis during Transitional Period of the Ukrainian Society and the Role of the Ethno-graphical Museums // European network of ethno-graphical and social history museums. Ljubljana, 2000.
- Глобалізація — локалізація — глокалізація (американське, шведське і українське бачення) // Незалежний культурологічний часопис «Ї». Ч.19, Львів, 2000
- Роман Кісь. Інтегральна етнокультурологія і цивілізаційні перспективи українства // Схід. 1997. № 9-10 (16-17).
- Ще раз про бранців барачно-казармової балаканини (нараційні структури як триб життя) // Незалежний культурологічний часопис «Ї». Ч.24, Львів, 2002
- Антропологічна пневматологія Г.Сковороди та європейський духовний контекст // Transfiguratio / Преображення. Альманах християнської думки. Вип. 1. Львів, 2003, с. 44-76

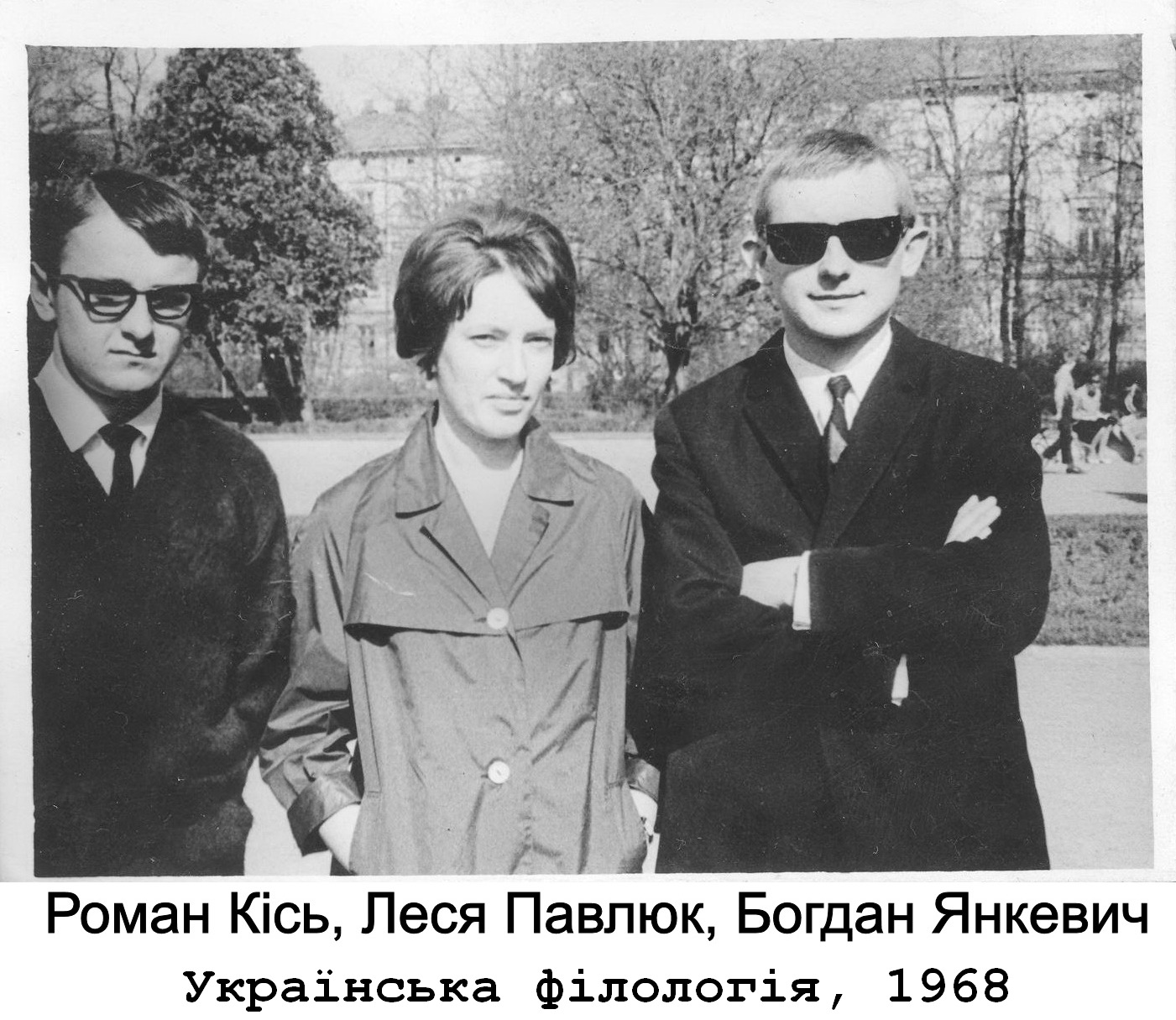